# Anatolij Reschetnjak

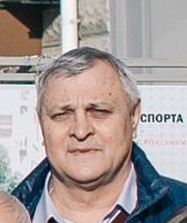
Anatolij Reschetnjak, 2017

Anatolij Wolodymyrowytsch Reschetnjak (ukrainisch Анатолій Володимирович Решетняк, engl. Transkription Anatoliy Reshetnyak; * 14. April 1955 in Jewpatorija) ist ein ehemaliger sowjetischer Mittelstreckenläufer, der sich auf die 800-Meter-Distanz spezialisiert hatte.
Bei den Europameisterschaften 1978 in Prag wurde er Vierter mit seiner persönlichen Bestzeit von 1:45,79 min und beim Weltcup 1979 in Montreal Sechster.
1980 erreichte er bei den Olympischen Spielen in Moskau das Halbfinale. Bei den Europameisterschaften 1982 in Athen schied er im Vorlauf aus.
1979 wurde er Sowjetischer Meister und 1978 Sowjetischer Hallenmeister.